# Петеля
Петеля (рум. Petelea) — село у повіті Муреш в Румунії. Адміністративний центр комуни Петеля.
Село розташоване на відстані 276 км на північ від Бухареста, 23 км на північний схід від Тиргу-Муреша, 84 км на схід від Клуж-Напоки, 138 км на північний захід від Брашова.

## Населення
За даними перепису населення 2002 року у селі проживали 2455 осіб.
Національний склад населення села:
| Національність | Кількість осіб | Відсоток |
| -------------- | -------------- | -------- |
| румуни         | 1357           | 55,3%    |
| цигани         | 944            | 38,5%    |
| угорці         | 117            | 4,8%     |
| німці          | 36             | 1,5%     |

Рідною мовою назвали:
| Мова      | Кількість осіб | Відсоток |
| --------- | -------------- | -------- |
| румунська | 1421           | 57,9%    |
| циганська | 890            | 36,3%    |
| угорська  | 112            | 4,6%     |
| німецька  | 32             | 1,3%     |